# А (паровоз, Николаевская железная дорога)
А — пассажирские паровозы типа 3-2-0, построенные Александровским заводом в 1858—1859 годы в количестве двух штук для Николаевской железной дороги.

## Эксплуатация

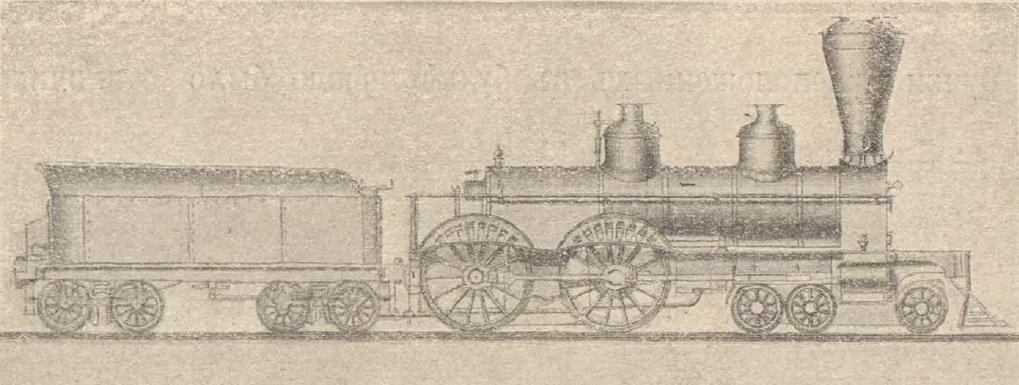
Паровоз А в первоначальном виде

Данные локомотивы предназначались для вождения царских поездов («особой важности») на линии Санкт-Петербург — Москва и изначально имели тип 2-2-0; однако высокий вес привёл к необходимости снизить осевую нагрузку путём добавления ещё одной бегунковой оси, тем самым сменив тип на 3-2-0. После их появления поезда «особой важности» водились только этими двумя паровозами: один вёл поезд на участке Санкт-Петербург—Бологое, второй — на участке Бологое—Москва. Обозначение серии «А» появилось в 1860-е годы, до этого паровозы имели лишь номера 165 и 166, сквозные для всех локомотивов дороги. При модернизации старых пассажирских паровозов магистрали, появилась также серия Б.
Поскольку использование уникальных паровозов, не имеющих подмены на своём тяговом плече, непрактично, в 1880-е годы оба экземпляра перевели на Вишерский участок тяги для ведения курьерских поездов на Веребьинском подъёме. Примерно тогда же их переделали, установив будки, а тендеры были переделаны с четырёх- на трёхосные.
Как и остальные локомотивы типа 2-2-0, они проработали на данной дороге около 30—40 лет, и были списаны около 1900 года.

## Конструкция
Паровозы имели диаметр движущих колёс 1980 мм (78 дюймов), а полную колёсную базу — 7128 мм. Паровой котёл имел диаметр 1319 мм (52 дюйма), а внутри него располагались 157 дымогарных труб длиной 4280 мм и наружным диаметром 57 мм; общая испаряющая поверхность нагрева составляла 138,8 м², при площади колосниковой решётки 1,85 м² и рабочем давлении пара 8 кг/см². Паровая машина была простая двухцилиндровая с диаметром цилиндров 558,5 мм и ходом поршня 558 мм; парораспределительный механизм был системы Аллана и имел внутрирамное расположение кулисы.